# إميلي وود
إميلي وود (بالألمانية: Emily Wood)‏ هي ممثلة ألمانية، ولدت في 11 أكتوبر 1978 في دوسلدورف في ألمانيا.

## وصلات خارجية
- إميلي وود على موقع IMDb (الإنجليزية)
- إميلي وود على موقع ألو سيني (الفرنسية)
- إميلي وود على موقع كينوبويسك (الروسية)